# 茶子山站
茶子山站，工程名为茶山路站，位于中华人民共和国湖南省长沙市岳麓区潇湘北路与茶子山路交叉口地下，是长沙地铁4号线的地铁车站。本站于2019年5月26日开通。

## 车站结构
本站沿潇湘北路南北向布置，是地下岛式车站。

## 历史
本站曾拟定名金融中心站。